# Eduard Clavel
Eduard Clavel (* 18. April 1810 in Laiz; † 12. Februar 1873 in Hemigkofen) war ein deutscher Verwaltungsbeamter.

## Leben
Eduard Clavel war Sohn des Obervogts in Trochtelfingen. Er studierte zunächst Rechtswissenschaften an der Eberhard Karls Universität Tübingen. 1828 wurde er Mitglied des Corps Rhenania Tübingen. 1830 setzte er sein Studium an der Ruprecht-Karls-Universität Heidelberg fort. Von 1832 bis 1834 war er Rechtskandidat, unter anderem beim Hofgericht in Sigmaringen und beim Obervogteiamt Jungnau. Nach bestandener Dienstprüfung war er von 1834 bis 1836 Aktuariatsverweser in Ostrach und Haigerloch, von 1836 bis 1839 Aktuar in Jungnau und Sigmaringen und von 1839 bis 1845 Oberamtsaktuar in Haigerloch.
1845 wurde Clavel zum Oberamtsverweser und 1846 zum Oberamtmann des Oberamts Haigerloch ernannt. Am 22. Oktober 1849 reichte er ein Urlaubsgesuch ein. Da er die Bürgermeister seines Oberamts zum Freiheitskampf aufgerufen hatte, wurde er 1850 von seinem Amt suspendiert und ein Disziplinarverfahren gegen ihn eingeleitet. Im Mai 1850 war seine Versetzung an das Oberamt Glatt geplant, zu der es nicht mehr kam. Er zog aus Haigerloch fort. 1852 hielt er sich in Trochtelfingen auf und wurde pensioniert. Zuletzt war er Gutsbesitzer in Berg am Bodensee.